# Novatjevo
Novatjevo (bulgariska: Новачево) är ett distrikt i Bulgarien.   Det ligger i kommunen Obsjtina Sliven och regionen Sliven, i den centrala delen av landet, 230 km öster om huvudstaden Sofia.
I omgivningarna runt Novatjevo växer i huvudsak lövfällande lövskog. Runt Novatjevo är det ganska tätbefolkat, med 96 invånare per kvadratkilometer.